# Pteris montis-wilhelminae
Pteris montis-wilhelminae är en kantbräkenväxtart som beskrevs av Arthur Hugh Garfit Alston. Pteris montis-wilhelminae ingår i släktet Pteris och familjen Pteridaceae. Inga underarter finns listade.